# 新乞丐王子
《新乞丐王子》是一款由台湾全崴制作和发行的角色扮演类游戏。游戏于1996年在Mega Drive发行。游戏后移植至Windows平台。2006年，游戏重新在Mega Drive发行。
游戏内含有多个场景。玩家在其中与敌人进行战斗。
《新乞丐王子》被认为是最为广知的在复古游戏平台上重新发行的游戏。